# Lilly-Fleur Pointeaux
Lilly-Fleur Pointeaux (Parigi, 17 agosto 1989) è un'attrice francese.

## Biografia
A cinque anni, inizia la carriera di modella. Ben presto viene contattata da alcune aziende, quali La Redoute, Petit Bateau, Yoplait e Disneyland.
Poi abbandona il mondo della fotografia e intraprende la strada della recitazione. Prende lezioni presso il Conservatorio Hector Berlioz di Pavillons-sous-Bois.
Dal 2007 al 2009 è tra i protagonisti del telefilm di France 2 Nos années pension. Dall'ottobre 2008, è nel cast della serie televisiva di TF1 Seconde chance, con il ruolo di Natacha Lerois. Dal 25 giugno 2009, partecipa a La Salle de Bain, una commedia teatrale di Astrid Veillon, messa in scena al Théâtre Rive-Gauche di Parigi.

## Filmografia

### Cinema
- Passage à l'acte, regia di Francis Girod (1996)
- Ronin, regia di John Frankenheimer (1998)
- Fais-moi des vacances, regia di Didier Bivel (2002)
- Parlez-moi d'amour, regia di Sophie Marceau (2002)
- I'm an actrice, regia di Maïwenn Le Besco (2004)
- La loi de Murphy, regia di Christophe Campos (2009)

### Teatro
- La Salle de Bain, regia di Olivier Macé e Jean-Pierre Dravel (2009)

### Televisione
- Dessine-moi un jouet, regia di Hervé Baslé (1999)
- Les voies du paradis, regia di Stéphane Kurc (2001)
- L'Algérie des chimères, regia di François Luciani (2001)
- Un petit Parisien, regia di Sébastien Grall (2002)
- Le pont de l'aigle, regia di Bertrand Van Effenterre (2002)
- Écoute, Nicolas..., regia di Roger Kahane (2003)
- L'ombre sur le mur, regia di Alexis Lecaye (2003)
- La blonde au bois dormant, regia di Sébastien Grall (2006)
- Nos années pension - serie TV, 45 episodi (2007-2009)
- Seconde chance - serial TV, 180 puntate (2008-2009)
- Les amants de l'ombre, regia di Philippe Niang (2009)
- La pire semaine de ma vie - serie TV (2010)